# Ajdin Arutiunian
Ajdin Arutiunian (orm. Այդին Հարությունյան, ros. Айдин Арутюнович Арутюнян; ur. 1 lipca 1918 we wsi Poros w Armenii, zm. 23 listopada 1990 w Erywaniu) – radziecki wojskowy, major, Bohater Związku Radzieckiego (1945).

## Życiorys
Urodził się w ormiańskiej rodzinie chłopskiej. W 1939 skończył szkołę pedagogiczną, później pracował w szkole średniej, we wrześniu 1939 został powołany do Armii Czerwonej, ukończył szkołę pułkową.
Od czerwca 1941 uczestniczył w wojnie z Niemcami, walczył na Froncie Zachodnim, Centralnym, Zakaukaskim, Północno-Kaukaskim, w Samodzielnej Armii Nadmorskiej oraz na 4. Froncie Ukraińskim i 1. Białoruskim. Był czterokrotnie ranny, w tym dwukrotnie (w sierpniu i we wrześniu 1941) ciężko. Szczególnie wyróżnił się w szturmie Sewastopola i wzgórza Gornaja w maju 1944 jako żołnierz 526. pułku strzelców 89. Dywizji Strzeleckiej w składzie Armii Nadmorskiej 4. Frontu Ukraińskiego w stopniu starszego sierżanta, gdzie zabił granatami 10 żołnierzy wroga, a po śmierci w walce dowódców dwóch plutonów przejął dowodzenie nad nimi i zadał Niemcom duże straty, łącznie ok. 70 zabitych i 30 wziętych do niewoli. W styczniu i lutym 1945 uczestniczył w operacji warszawsko-poznańskiej (części operacji wiślańsko-odrzańskiej), m.in. wyzwalaniu Tomaszowa, Szydłowca, Opoczna i Kalisza, w kwietniu i maju 1945 w operacji berlińskiej W 1945 został zdemobilizowany, pracował w Ministerstwie Spraw Wewnętrznych Armeńskiej SRR i jako szef wydziału komitetu wykonawczego rady miejskiej Erywania, w 1961 zakończył służbę w stopniu majora.

## Odznaczenia
- Złota Gwiazda Bohatera Związku Radzieckiego (24 marca 1945)
- Order Wojny Ojczyźnianej I klasy (11 marca 1985)
- Order Czerwonej Gwiazdy (dwukrotnie, 12 kwietnia 1945 i 16 kwietnia 1945)
- Medal Za Zasługi Bojowe (25 czerwca 1954)
- Medal „Za obronę Kaukazu” (1944)
- Medal „Za wyzwolenie Warszawy” (1945)

I inne.